# Francis Arinze
Francis Arinze (Eziowelle, 1º novembre 1932) è un cardinale e arcivescovo cattolico nigeriano, dal 9 dicembre 2008 prefetto emerito della Congregazione per il culto divino e la disciplina dei sacramenti.

## Biografia
Nato da una famiglia animista della tribù Ibo, a nove anni si converte al cattolicesimo ricevendo il battesimo da padre Cipriano Iwene Tansi (che diverrà, nel 1998, il primo beato nigeriano).
I suoi familiari avversano la sua vocazione, ma in seguito si ricrederanno, convertendosi anch'essi al cattolicesimo dopo la sua ordinazione a sacerdote.

### Formazione e ministero sacerdotale
Dopo il seminario, studia teologia alla Pontificia Università Urbaniana.
Nel 1958 viene ordinato presbitero. Frequenta l'Istituto di pedagogia di Londra.

### Ministero episcopale e cardinalato

#### Vescovo coadiutore, poi arcivescovo, di Onitsha
Tornato in Nigeria, a quasi 33 anni viene nominato vescovo coadiutore sedi datus di Onitsha (6 luglio 1965, consacrato il successivo 29 agosto), e a 35 anni arcivescovo della medesima diocesi (26 giugno 1967). Ha modo così di partecipare all'ultima sessione del Concilio Vaticano II.
Nel 1979 viene eletto presidente della conferenza dei vescovi cattolici della Nigeria.

#### Curia romana
Nel 1984 viene nominato presidente del Pontificio consiglio per il dialogo interreligioso in Vaticano.
Il 25 maggio 1985 papa Giovanni Paolo II lo ha creato cardinale del titolo di San Giovanni della Pigna, diaconia elevata pro hac vice in titolo presbiterale il 29 gennaio 1996.
Nel 1998 organizza il viaggio apostolico di papa Giovanni Paolo II in Nigeria.
Papa Giovanni Paolo II lo ha nominato membro del Comitato del Grande Giubileo del 2000.
Diviene prefetto della Congregazione per il culto divino e la disciplina dei sacramenti (2002).
Il 25 aprile 2005 è stato nominato cardinale vescovo con il titolo della sede suburbicaria di Velletri-Segni, succedendo a Joseph Ratzinger, eletto papa una settimana prima con il nome di Benedetto XVI.
Poliglotta (conosce bene anche l'italiano), ottimo comunicatore, è uno dei cardinali che ha celebrato la Messa tridentina dopo la Riforma liturgica.
Cessa il suo incarico di prefetto della Congregazione per il culto divino e la disciplina dei sacramenti il 9 dicembre 2008, per raggiunti limiti d'età. Gli succede in tale carica il cardinale spagnolo Antonio Cañizares Llovera, fino a quel giorno arcivescovo di Toledo.
Il cardinal Arinze ha tenuto gli esercizi spirituali per la Quaresima 2009 alla Curia romana, alla presenza di papa Benedetto XVI.
Il 1º novembre 2012, al compimento degli 80 anni d'età, perde il diritto di entrare in conclave.
Il 4 settembre 2019 diviene cardinale protovescovo.
È stato membro della Congregazione per la dottrina della fede, della Congregazione per le Chiese orientali, della Congregazione delle cause dei santi, della Congregazione per l'evangelizzazione dei popoli, del Pontificio consiglio per i laici, del Pontificio consiglio per la promozione dell'unità dei cristiani, del Pontificio comitato per i congressi eucaristici internazionali e, presso la segreteria generale del Sinodo dei vescovi, del XII consiglio ordinario, del consiglio speciale per l'Africa e del consiglio speciale per il Libano.

## Genealogia episcopale e successione apostolica
La genealogia episcopale è:
- Cardinale Scipione Rebiba
- Cardinale Giulio Antonio Santori
- Cardinale Girolamo Bernerio, O.P.
- Arcivescovo Galeazzo Sanvitale
- Cardinale Ludovico Ludovisi
- Cardinale Luigi Caetani
- Cardinale Ulderico Carpegna
- Cardinale Paluzzo Paluzzi Altieri degli Albertoni
- Papa Benedetto XIII
- Papa Benedetto XIV
- Papa Clemente XIII
- Cardinale Giovanni Carlo Boschi
- Cardinale Bartolomeo Pacca
- Papa Gregorio XVI
- Cardinale Castruccio Castracane degli Antelminelli
- Cardinale Paul Cullen
- Arcivescovo Thomas William Croke
- Vescovo Denis Kelly
- Vescovo Joseph Ignatius Shanahan, C.S.Sp.
- Arcivescovo Charles Heerey, C.S.Sp.
- Cardinale Francis Arinze

La successione apostolica è:
- Vescovo Mark Onwuha Unegbu (1970)
- Arcivescovo Stephen Nweke Ezeanya (1985)
- Vescovo Emmanuel Otteh (1990)
- Vescovo Simon Akwali Okafor (1992)
- Vescovo Ambroise Ouédraogo (1999)
- Arcivescovo Michel Christian Cartatéguy, S.M.A. (1999)
- Arcivescovo Michael Aidan Courtney (2000)
- Arcivescovo Jude Thaddeus Okolo (2008)
- Vescovo Denis Chidi Isizoh (2015)